# أدب موريشيوس
جزيرة موريشيوس  موطن للعديد من اللغات، توجد ألادبياب الموريشيوسية   باللغات الفرنسية والإنجليزية والكريولية والهندية.  ومن بين المواضيع الرئيسية في الادبيات  الموريشيوسية   الغرائبية، والتعددية العرقية، والتزاوج، والصراعات العرقية والاجتماعية، والهندوسينية، ومؤخرًا تيارات ما بعد الحداثة وما بعد البنيوية، مثل البرودة.
بعد الاستقلال في عام 1968، أعاد كاتبو  ديف فيراساومي باحياء لغة الكريول، ثم اعتُبرت لغة «عامية»، وكتبوا الأدب، وخاصة الدراما.  وقد أعرب الجيل الجديد من الكتاب عن قلقهم المستمر بشأن البنية والمواضيع  العالمية.
في حين أن   كريول موريسين هي اللغة الأكثر تطرفا في موريشيوس، فإن معظم المؤلفات تكتب  بالفرنسية، على الرغم من أن العديد من المؤلفين يكتبون باللغة الإنجليزية وبوجبوري وموريسين.  الكاتب المسرحي الشهير في موريشيوس ديف فيراهساومي يكتب بلغة موريسين فقط.
ومن بين  المؤلفين المهمين  هم: مالكولم دي شازال، أناندا ديفي، ريموند تشاسلي، وإدوارد مونيك.  تمكنت ليندسي كولين من عقد اجتماع للمخيلين في الإطار الاجتماعي الفريد لهذا البلد متعدد الأوجه.  يستكشف كتاب آخرون أصغر سناً مثل شناز باتيل وناتاشا أبانا وصباح كاريم  وآلان جوردون جنتيل وكارل دي سوزا قضايا العرق والخرافات والسياسة في الرواية.  طرح الشاعر والناقد خال ترابلي مفهوم «العبودية» الشعرية الناتجة عن مزيج من التنوع الثقافي الهندي الموريشي.  ومن بين الشعراء الآخرين حسام واشيل وإدوارد مونيك وسيدلي أسون ويوسف كادل وعمر تيمول.
جان ماري غوستاف لو كليزيو، الحائز على جائزة نوبل للآداب في عام 2008، فهو من التراث الموريشيوسي ويحمل الجنسيتين الفرنسية الموريشيوسية.
تستضيف الجزيرة جائزة لو برنس موريس، وهي جائزة أدبية تحتفل بـ «كتاب القلب» وتكرّمهم.  وقد صُممت الجائزة لتسليط الضوء على قصة الحب الأدبية بجميع أشكالها بدلاً من الخيال الرومانسي الخالص.  تمشيا مع الثقافة الأدبية للجزيرة، يتم التناوب على الجائزة على أساس سنوي بين الكتاب الناطقين باللغة الإنجليزية والناطقين بالفرنسية.

## الكتاب البارزين

### اللغة الفرنسية
مالكولم دي شازال
أناندا ديفي
عقيل جوبي
ماري تيريز هامبرت
ماري لوبلان
  جان ماري غوستاف لو كليزيو
شيناز باتيل
أمل سطوهول
خال ترابلي

### اللغة الإنجليزية
ارييل ساراماندي

### الكريول
عزيزه اصغرالي 
ديف فيراساومي

## انظر  أيضًا
ثقافة موريشيوس
أدب المحيط الهندي
قائمة كتاب موريشيوس

### قراءة معمقة
- Mauritius and global culture: literature". Researchgate.net. Retrieved 17 April 2016
- Carrim, Sabah (2012-06-17). "Portrait: Sabah Carrim, enseignante et philosophe". Retrieved 2016-05-05.
- "Que sont-ils devenus ? Azize Asgarally: le dramaturge profite de sa retraite politique". lexpress.mu. L'Express. Retrieved 2018-06-02.